# Gomphichis
Gomphichis – rodzaj roślin z rodziny storczykowatych (Orchidaceae). Obejmuje 34 gatunki występujące w Ameryce Południowej i Środkowej w takich krajach jak Boliwia, Kolumbia, Kostaryka, Ekwador, Gujana, Panama, Peru, Wenezuela.

## Systematyka
Rodzaj sklasyfikowany do podplemienia Cranichidinae w plemieniu Cranichideae, podrodzina storczykowe (Orchidoideae), rodzina storczykowate (Orchidaceae), rząd szparagowce (Asparagales) w obrębie roślin jednoliściennych.
Wykaz gatunków
- Gomphichis adnata (Ridl.) Schltr.
- Gomphichis alba F.Lehm. & Kraenzl.
- Gomphichis altissima Renz
- Gomphichis bogotensis Renz
- Gomphichis carlos-parrae S.Nowak & Szlach.
- Gomphichis caucana Schltr.
- Gomphichis cladotricha Renz
- Gomphichis crassilabia Garay
- Gomphichis cundinamarcae Renz
- Gomphichis epiphytica Szlach., S.Nowak & Paluch.
- Gomphichis fernandezii S.Nowak & Szlach.
- Gomphichis goodyeroides Lindl.
- Gomphichis gracilis Schltr.
- Gomphichis hetaerioides Schltr.
- Gomphichis jaramilloi S.Nowak & Szlach.
- Gomphichis koehleri Schltr.
- Gomphichis lancipetala Schltr.
- Gomphichis longifolia (Rolfe) Schltr.
- Gomphichis longiscapa (Kraenzl.) Schltr.
- Gomphichis lozanoi S.Nowak & Szlach.
- Gomphichis macbridei C.Schweinf.
- Gomphichis magnicallosa S.Nowak & Szlach.
- Gomphichis monstruosa S.Nowak & Szlach.
- Gomphichis plantaginea Schltr.
- Gomphichis plantaginifolia C.Schweinf.
- Gomphichis pseudogoodyeroides S.Nowak & Szlach.
- Gomphichis renziana Szlach., S.Nowak & Paluch.
- Gomphichis salamancae S.Nowak & Szlach.
- Gomphichis scaposa Schltr.
- Gomphichis schneideri Szlach., S.Nowak & Paluch.
- Gomphichis steyermarkii Foldats
- Gomphichis traceyae Rolfe
- Gomphichis valida Rchb.f.
- Gomphichis viscosa (Rchb.f.) Schltr.